# علامة التهكم
علامة التهكم (percontation point وirony punctuation) علامة من علامات الترقيم استعملت للدلالة على السخرية أو التهكم. وتشبه علامة الاستفهام العربية "؟".
اقترحت علامات أخرى مشابهة منها علامات «الشك» () و«اليقين» () و«التزكية» () و«السلطة» () و«الحب» ().